# Didu
Didu (kinesiska: 地都) är en köping i sydöstra Kina. Den ligger i stadsdistriktet Rongcheng i staden Jieyang i provinsen Guangdong, omkring 340 kilometer öster om provinshuvudstaden Guangzhou. Antalet invånare är 95 180. Befolkningen består av 46 878 kvinnor och 48 302 män. Barn under 15 år utgör 19,0 %, vuxna 15-64 år 72 %, och äldre över 65 år 7,0 %.